# Рождественский, Иван Викторович
Иван Викторович Рождественский (1861—1890) — русский педагог и писатель.

## Биография
Родился 18 мая 1861 года в Москве. Сын В. П. Рождественского. С детства был болезненным мальчиком и к тому же страдал заиканием.
В 1881 году окончил гимназию Франца Креймана, затем в 1886 году — историко-филологический факультет Московского университета.
В начале 1880-х годов приступил к публицистической деятельности. Стал постоянным сотрудником «Московских церковных ведомостей» и до конца своей короткой жизни помещал в этой газете свои труды. В 1886 году Рождественский работал над изданием лекций по истории церкви. С этого же года — учитель немецкого языка, а позже истории — в Мариинском Епархиальном училище. В 1890 году был командирован Обществом любителей духовного просвещения на Археологический съезд, состоявшийся в Москве. Кроме печатных трудов, в бумагах Ивана Рождественского осталось много других статей, стихотворений и заметок.
Умер 23 ноября 1890 года в Москве. Похоронен на кладбище Донского монастыря. Женат не был.